# Steve Angello
Steve Angello (Athene, 22 november 1982), eigenlijke naam Steve Josefsson Fragogiannis, is een Zweeds-Griekse dj en producent. Hij is onderdeel van de dj-driemansgroep Swedish House Mafia. Steve Angello stond in 2013 als nummer 38 genoteerd in de DJ Magazine Top 100.

## Achtergrond
Steve Angello Josefsson Fragogiannis is geboren in Athene, Griekenland, in 1982. Hij is de zoon van een Zweedse moeder en een Griekse vader. Zijn vader werd op jonge leeftijd vermoord waarna hij met zijn moeder naar Stockholm, Zweden verhuisde. Hier begon zijn muzikale carrière als dj en producent. Zijn bekendste nummers zijn 'Knas' en 'Leave the world behind'.
Voordat Swedish House Mafia werd opgericht vormde hij met Axwell het duo Supermode.

## Discografie

#### Singles
| Single met eventuele hitnotering(en) in de Nederlandse Top 40 | Datum van verschijnen | Datum van binnenkomst | Hoogste positie | Aantal weken | Opmerkingen                                                                     |
| ------------------------------------------------------------- | --------------------- | --------------------- | --------------- | ------------ | ------------------------------------------------------------------------------- |
| Get dumb                                                      | 2007                  | -                     |                 |              | met Ingrosso, Axwell & Laidback Luke / #45 in de Single Top 100                 |
| Umbrella                                                      | 2007                  | -                     |                 |              | met Ingrosso / Nr. 67 in de Single Top 100                                      |
| Everytime we touch                                            | 2009                  | 31-01-2009            | 19              | 6            | met David Guetta, Chris Willis & Ingrosso / Nr. 46 in de Single Top 100         |
| Leave the world behind                                        | 2009                  | -                     |                 |              | met Axwell, Ingrosso, Laidback Luke & Deborah Cox / Nr. 75 in de Single Top 100 |
| Knas                                                          | 2010                  | -                     |                 |              | Nr. 70 in de Single Top 100                                                     |
| SLVR                                                          | 2013                  | -                     |                 |              | met Matisse & Sadko                                                             |
| Payback                                                       | 2014                  | -                     |                 |              | met Dimitri Vangelis & Wyman                                                    |
| Wasted Love                                                   | 2015                  | -                     |                 |              | met Dougy Mandagi                                                               |
| Children of the wild                                          | 2015                  | -                     |                 |              | met Mako                                                                        |
| Remember                                                      | 2015                  | -                     |                 |              | met The Presets                                                                 |

| Single met hitnotering(en) in de Vlaamse Ultratop 50 | Datum van verschijnen | Datum van binnenkomst | Hoogste positie | Aantal weken | Opmerkingen                                        |
| ---------------------------------------------------- | --------------------- | --------------------- | --------------- | ------------ | -------------------------------------------------- |
| Everytime we touch                                   | 2008                  | 03-01-2009            | tip12           | -            | met David Guetta, Chris Willis & Steve Angello     |
| Leave the world behind                               | 2009                  | 01-08-2009            | tip14           | -            | met Ingrosso, Angello, Laidback Luke & Deborah Cox |

- Biblioteca Nacional de España: XX4718305
- Bibliothèque nationale de France: cb145805923 (data)
- Gemeinsame Normdatei: 135395577
- International Standard Name Identifier: 0000 0000 5521 3987
- Library of Congress Control Number: no2009092434
- MusicBrainz: 4069600e-55c1-46dd-814f-4166d5b5dbba
- Nationale Bibliotheek van Tsjechië: xx0066767
- Système universitaire de documentation: 15816413X
- Virtual International Authority File: 54393491
- WorldCat: E39PBJy4fwVRPkcr66CCrykbh3